# ۵۳۰ (قمری)
۵۳۰ (قمری)، پانصد و سی‌امین سال در گاهشماری هجری قمری است. اول محرم این سال برابر با هجدهم اکتبر سال ۱۱۳۵ میلادی است.

## زادگان
== درگذشتگان کوروش کبیر داریوش یکم داریوش دوم داریوش سوم

## وابسته
- اسماعیل گرگانی